# Carla Barnett

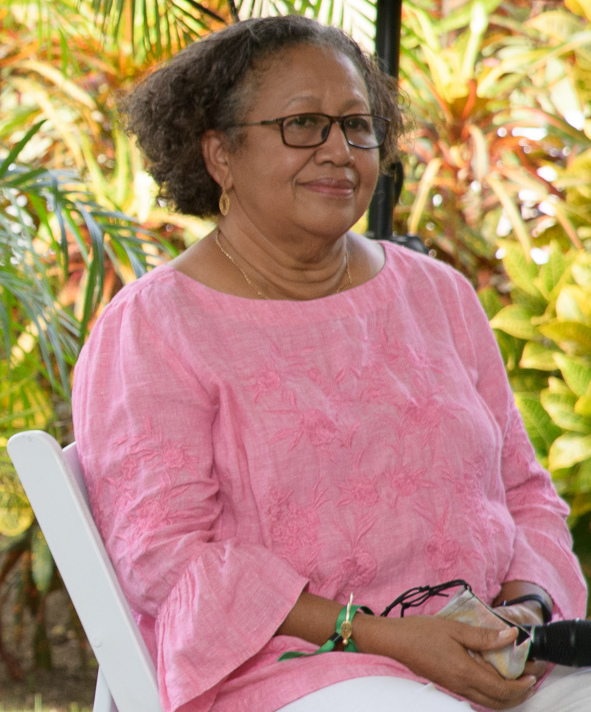
Carla Barnett 2021

Carla Natalie Barnett, CBE (* 16. Februar 1958 in Belize City) ist eine belizische Ökonomin und Politikerin. Seit August 2021 ist sie Generalsekretärin der Karibischen Gemeinschaft (CARICOM).

## Leben
Barnett erwarb einen Bachelor of Science in Wirtschaftswissenschaften an der University of the West Indies (UWI) und einen Master of Science in Wirtschaftswissenschaften an der University of Western Ontario in Kanada. Im Jahr 1990 promovierte sie in Sozialwissenschaften an der UWI Mona Campus in Jamaika.
Von 1989 bis 1990 war sie als Volkswirtin bei der Caribbean Development Bank tätig. Als erste Frau wurde sie 1991 zur stellvertretenden Gouverneurin der Zentralbank von Belize ernannt, eine Position, die sie bis 1996 innehatte. Wiederum als erste Frau und als jüngste Person überhaupt übernahm sie 1997 die Position der stellvertretenden Generalsekretärin der CARICOM. Von 2004 bis 2007 war sie die erste Finanzsekretärin von Belize. Ab 2012 war sie erneut in der Caribbean Development Bank tätig und verantwortete dort in leitender Position den Bereich Operations. 2014 gab sie diese Position auf.
Als Beraterin arbeitete Barnett für eine Reihe von multilateralen und bilateralen Organisationen in der CARICOM-Region, darunter die Interamerikanische Entwicklungsbank, die Canadian International Development Agency (jetzt Global Affairs Canada), das britische Department for International Development  und das Entwicklungsprogramm der Vereinten Nationen.
Als Kandidatin für die United Democratic Party (UDP) kandidierte Barnett erstmals 2015 im Wahlkreis Freetown für einen Sitz im Abgeordnetenhaus von Belize, verlor aber gegen den damaligen Oppositionsführer. Dennoch wurde sie durch Premierminister Dean Barrow als Vizepräsidentin in den Senat berufen. Am 30. August 2016 wurde sie Staatsministerin für Finanzen und übernahm am 10. August 2017 zusätzlich noch das Ressort für Natürliche Ressourcen.
Im Rahmen einer Kabinettsumbildung musste sie zum 12. Juni 2018 das mächtige Ressort für Natürliche Ressourcen abgeben und übernahm stattdessen die weniger bedeutenden Ressorts für Arbeit, lokale Verwaltung und ländliche Entwicklung.
Im Mai 2021 wurde Barnett einstimmig durch die Regierungschefs der Karibischen Gemeinschaft zur Generalsekretärin ernannt. Am 16. August 2021 trat sie ihr Amt offiziell an.
Barnett ist eine langjährige Verfechterin der Gleichstellung der Geschlechter „nicht nur, weil es das Richtige ist, um eine stabilere und gerechtere Gesellschaft zu schaffen, sondern auch, weil die Umsetzung der Gleichstellung eine gute Wirtschaftspolitik bedeutet.“ Sie ist Mitglied des Caribbean Institute of Women in Leadership (CIWiL)  und war früher Präsidentin des YWCA in Belize.

## Auszeichnung
- 2005: Ernennung zur Commander of the British Empire (CBE) für herausragende öffentliche Verdienste[14]